# Úrvalsdeild Karla 1915
La Úrvalsdeild Karla 1915 fue la cuarta edición del campeonato de fútbol islandés. El campeón fue el Fram que ganó su tercer título. Ludvig A. Einarsson, Gunnar Halldórsson y Ólafur Magnússon fueron los goleadores del torneo, todos con dos goles.

## Tabla de posiciones
| Pos. | Equipo          | Pts | PJ | PG | PE | PP | GF | GC | DG |
| ---- | --------------- | --- | -- | -- | -- | -- | -- | -- | -- |
| 1.   | Fram Reykjavik  | 4   | 2  | 2  | 0  | 0  | 7  | 4  | +3 |
| 2.   | Valur Reykjavik | 2   | 2  | 1  | 0  | 1  | 9  | 6  | +3 |
| 3.   | KR Reykjavik    | 0   | 2  | 0  | 0  | 2  | 1  | 7  | -6 |

Pts = Puntos; PJ = Partidos jugados; PG = Partidos ganados; PE = Partidos empatados; PP = Partidos perdidos; GF = Goles a favor; GC = Goles en contra; DG = Diferencia de gol